# Chris Atkinson
Chris Atkinson (Bega, 1979. november 30. –) ausztrál autóversenyző. 2005 és 2008 között a Subaru World Rally Team versenyzőjeként szerepelt a rali-világbajnokság futamain.

## Pályafutása

### Korai évek
1999-ben végzett tanulmányaival, miután diplomát szerzett kereskedelem, pénzügy, számvitel szakon. Ralis pályafutása kezdetén Chris bátyja, Ben navigátora volt, aztán elvégzett egy raliiskolát, ami után helyet cseréltek.
Az ausztrál bajnokságban kezdte a versenyzést, ahol 2002-ben megnyerte a privát értékelést. Ezzel az eredménnyel felhívta magára a Suzuki figyelmét, a japán gyár pedig felajánlotta neki, hogy a következő évben a Suzuki Sport csapatával, egy Ignis S1600-assal részt vehet az ázsia–óceániai bajnokság futamain. A 2003-as idényben aztán megnyerte a sorozat 1,6-os értékelését, majd egy év múlva megvédte címét. 2004-ben emellett második lett hazája bajnokságában.

### Rali-világbajnokság

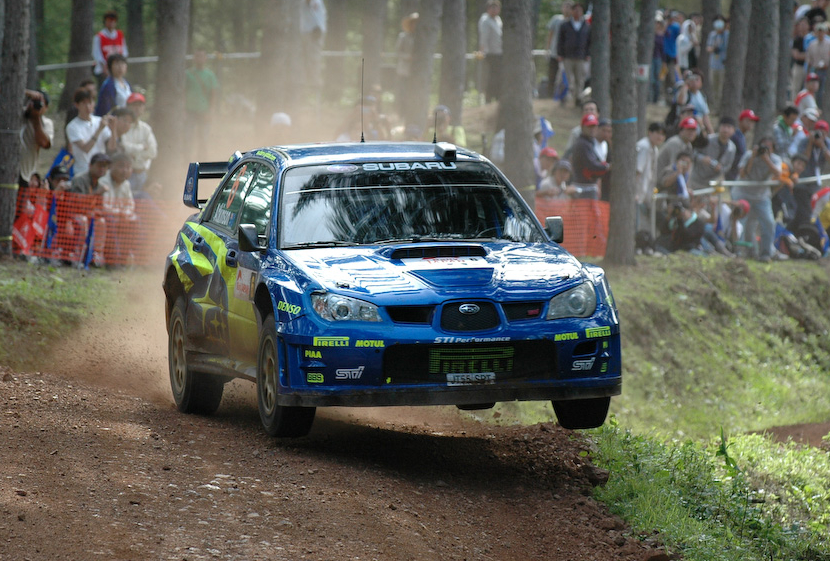
A Subaru World Rally Team autójában a 2006-os japán ralin

A 2004-es Új-Zéland-ralin debütált a világbajnokságon. Azt a versenyt egy baleset miatt nem fejezte be, de a szezon további részén még további három futamon világbajnoki szerepelt, melyeken mind célba ért, az ausztrál ralin ráadásul az összetett ötödik, az N csoportos kategória első helyén.
A 2005-ös szezonra Mikko Hirvonen helyére szerződött a Subaru World Rally Team csapatához. Négy szezont versenyzett végig a gyári alakulatnál, azonban ez idő alatt eredményei alulmaradtak világbajnok csapattársával, Petter Solberggel szemben. Atkinson rendre baleseteket szenvedett, teljesítménye pedig ingadozott. Utolsó subarus idénye volt a legsikeresebb, amikor is öt alkalommal állt dobogóra, és ötödikként zárta a pontversenyt.
2009-ben egyetlen világbajnoki futamon indult. A Citroën Junior Team C4 WRC-jével kapott lehetőséget az ír ralin. Itt egy komolyabb baleset ellenére az ötödik helyen ért célba. Az ezt követő években az ázsia–óceániai bajnokságra koncentrált, így a világbajnokság versenyeitől távol maradt.

### Proton: 2010–2011
2010 áprilisában leszerződött a malajziai Proton R3 Rally Teamhez. Chris egy Proton Satria Neo Super 2000-essel, Alister McRae csapattársaként, az ázsia–óceániai sorozat futamain szerepelt az évben. Noha az egész szezonban meggyőző teljesítményt nyújtott, a pontversenyt csak ötödikként zárt. A futamokon rendre technikai hibák hátráltatták, és mindössze két ralin ért célba.
A 2011-es évet az interkontinentális bajnokság nyitófutamán, a Monte Carlo-ralin kezdte, ahol egy baleset miatt már az első szakaszon kiesett. Az ázsiai sorozat első négy futamából hármat megnyert, az utolsó két versenyen azonban csapattársa, McRae volt eredményesebb, aki így megelőzte őt a pontversenyben és lett bajnok előtte.

### MRF Skoda: 2012
2012-ben továbbra is az ázsiai bajnokságban versenyez, az idei évre azonban átszerződött az indiai MRF alakulathoz, ahol Gaurav Gill csapattársa lett. A szezont győzelemmel kezdte Új-Zélandon, ahol szoros küzdelemben előzte meg a Proton új versenyzőjét, Per-Gunnar Anderssont. Új-Kaledónián Gill mögött lett második, majd queenslandi ralin, Ausztráliában újfent nyerni tudott. A szezon negyedik, valamint hatodik futamán, a maláj, valamint a Kína-ralin korábbi csapattársa, Alister McRae mögött másodikként ért célba, 154 gyűjtött pontjával pedig megnyerte a sorozatot.

## Eredményei

### Teljes Rali-világbajnokság eredménylistája
| Év   | Csapat                         | Autó                       | 1     | 2      | 3      | 4      | 5      | 6      | 7      | 8      | 9      | 10     | 11     | 12     | 13    | 14     | 15     | 16    | Hely | Pont |
| ---- | ------------------------------ | -------------------------- | ----- | ------ | ------ | ------ | ------ | ------ | ------ | ------ | ------ | ------ | ------ | ------ | ----- | ------ | ------ | ----- | ---- | ---- |
| 2004 | Chris Atkinson                 | Subaru Impreza WRX STI     | MON   | SWE    | MEX    | NZL Ki | CYP    | GRE    | TUR    | ARG    | FIN 33 | GER    |        | GBR    | ITA   | FRA    | ESP    | AUS 5 | 16.  | 4    |
| 2004 | Chris Atkinson                 | Suzuki Ignis S1600         |       |        |        |        |        |        |        |        |        |        | JPN 12 |        |       |        |        |       | 16.  | 4    |
| 2005 | Subaru World Rally Team        | Subaru Impreza WRC2004     | MON   | SWE 19 |        |        |        |        |        |        |        |        |        |        |       |        |        |       | 12.  | 13   |
| 2005 | Subaru World Rally Team        | Subaru Impreza WRC2005     |       |        | MEX Ki | NZL 7  | ITA 18 | CYP 10 | TUR 24 | GRE Ki | ARG 9  | FIN Ki | GER 11 | GBR 38 | JPN 3 | FRA Ki | ESP 9  | AUS 4 | 12.  | 13   |
| 2006 | Subaru Rally Team Australia    | Subaru Impreza WRC2005     | MON 6 |        |        | ESP 11 | FRA 13 |        |        |        | GER 8  |        |        |        |       |        |        |       | 10.  | 20   |
| 2006 | Subaru World Rally Team        | Subaru Impreza WRC2006     |       | SWE 11 | MEX 7  |        |        | ARG 6  | ITA 10 | GRE 11 |        | FIN 13 | JPN 4  | CÍP 9  | TUR 6 | AUS 9  | NZL Ki | GBR 6 | 10.  | 20   |
| 2007 | Subaru World Rally Team        | Subaru Impreza WRC2006     | MON 4 | SWE 8  | NOR 19 |        |        |        |        |        |        |        |        |        |       |        |        |       | 7.   | 31   |
| 2007 | Subaru World Rally Team        | Subaru Impreza WRC2007     |       |        |        | MEX 5  | POR Ki | ARG 7  | ITA 10 | GRE 6  | FIN 4  | GER 15 | NZL 4  | ESP 8  | FRA 6 | JPN Ki | IRL 42 | GBR 7 | 7.   | 31   |
| 2008 | Subaru World Rally Team        | Subaru Impreza WRC2007     | MON 3 | SWE 21 | MEX 2  | ARG 2  | JOR 3  | ITA 6  |        |        |        |        |        |        |       |        |        |       | 5.   | 50   |
| 2008 | Subaru World Rally Team        | Subaru Impreza WRC2008     |       |        |        |        |        |        | GRE Ki | TUR 13 | FIN 3  | GER 6  | NZL Ki | ESP 7  | FRA 6 | JPN 4  | GBR Ki |       | 5.   | 50   |
| 2009 | Citroën Junior Rally Team      | Citroën C4 WRC             | IRL 5 | NOR    | CYP    | POR    | ARG    | ITA    | GRE    | POL    | FIN    | AUS    | ESP    | GBR    |       |        |        |       | 14.  | 4    |
| 2012 | Monster World Rally Team       | Ford Fiesta RS WRC         | MON   | SWE    | MEX Ki | POR    | ARG    | GRE    | NZL    |        |        |        |        |        |       |        |        |       | 13.  | 28   |
| 2012 | Qatar World Rally Team         | Citroën DS3 WRC            |       |        |        |        |        |        |        | FIN 39 |        |        |        |        |       |        |        |       | 13.  | 28   |
| 2012 | WRC Team Mini Portugal         | Mini John Cooper Works WRC |       |        |        |        |        |        |        |        | GER 5  | GBR 11 | FRA 8  | ITA 6  | ESP 7 |        |        |       | 13.  | 28   |
| 2013 | Abu Dhabi Citroën Total WRT    | Citroën DS3 WRC            | MON   | SWE    | MEX 6  | POR    | ARG    | GRE    | ITA    | FIN    | GER    | AUS    | FRA    | ESP    | GBR   |        |        |       | 16.  | 8    |
| 2014 | Hyundai Shell World Rally Team | Hyundai i20 WRC            | MON   | SWE    | MEX 7  | POR    | ARG    | ITA    | POL    | FIN    | GER    | AUS 10 | FRA    | ESP    | GBR   |        |        |       | 18.  | 7    |

### Statisztika
| Év       | Helyezés | Versenyek/ célbaérés | Pontok | Győzelmek | Dobogók | Szakasz győzelmek |
| -------- | -------- | -------------------- | ------ | --------- | ------- | ----------------- |
| 2004     | 16.      | 4/3                  | 4      | 0         | 0       | 0                 |
| 2005     | 12.      | 15/11                | 13     | 0         | 1       | 15                |
| 2006     | 10.      | 16/15                | 20     | 0         | 0       | 6                 |
| 2007     | 7.       | 16/14                | 31     | 0         | 0       | 13                |
| 2008     | 5.       | 15/12                | 50     | 0         | 5       | 4                 |
| 2009     | 14.      | 1/1                  | 4      | 0         | 0       | 0                 |
| 2012     | 13.      | 1/1                  | 4      | 0         | 0       | 3                 |
| 2013     | 16.      | 1/1                  | 8      | 0         | 0       | 0                 |
| 2014     | 18.      | 2/2                  | 7      | 0         | 0       | 0                 |
| Összesen |          | 77/57                | 165    | 0         | 6       | 41                |

### Teljes ázsia–óceániai ralibajnokság eredménylistája
| Év   | Csapat                  | Autó                    | 1     | 2      | 3      | 4      | 5      | 6     | 7     | Helyezés | Pont |
| ---- | ----------------------- | ----------------------- | ----- | ------ | ------ | ------ | ------ | ----- | ----- | -------- | ---- |
| 2003 | Suzuki Sport            | Suzuki Ignis Super1600  | AUS 4 | NZL Ki | JPN 3  | THA 5  | IND 6  |       |       | 5.       | 18   |
| 2004 | Monster Sport Australia | Suzuki Ignis Super1600  | AUS 4 | NCL 3  | NZL 6  | JPN 2  | CHI Ki | IND   |       | 5.       | 27   |
| 2010 | roton R3 Malaysia       | Proton Satria Neo S2000 | MAL 4 | JPN Ki | NZL Ki | AUS Ki | NCL    | IDN   | CHN 2 | 5.       | 48   |
| 2011 | Proton Motorsport       | Proton Satria Neo S2000 | MAL 1 | AUS Ki | NCL 1  | NZL 1  | JPN Ki | CHN 2 |       | 2.       | 139  |
| 2012 | MRF Tyres               | Škoda Fabia S2000       | NZL 1 | NCL 2  | AUS 1  | MYS 2  | JPN    | CHN 2 |       | 1.       | 154  |

### Teljes globális ralikrosszbajnokság eredménylistája
| Év   | Csapat                | Autó                   | 1     | 2    | 3      | 4      | 5      | 6      | 7       | 8     | 9     | 10     | 11     | 12    | Helyezés | Pont |
| ---- | --------------------- | ---------------------- | ----- | ---- | ------ | ------ | ------ | ------ | ------- | ----- | ----- | ------ | ------ | ----- | -------- | ---- |
| 2016 | Subaru Rally Team USA | Subaru Impreza WRX STi | PHO1  | PHO2 | DAL    | DAY1   | DAY2   | MCAS1  | MCAS2 T | DC    | AC 11 | SEA 6  | LA1 7  | LA2 7 | 11.      | 88   |
| 2017 | Subaru Rally Team USA | Subaru Impreza WRX STI | MEM 9 | LOU  | THO1 7 | THO2 3 | OTT1 4 | OTT2 9 | INDY 8  | AC1 9 | AC2 4 | SEA1 3 | SEA2 5 | LA 9  | 7.       | 585  |

### Teljes amerikai ralikrosszbajnokság eredménylistája
| Év   | Csapat                | Autó                   | 1     | 2      | 3      | 4      | 5     | 6     | Helyezés | Pont |
| ---- | --------------------- | ---------------------- | ----- | ------ | ------ | ------ | ----- | ----- | -------- | ---- |
| 2018 | Subaru Rally Team USA | Subaru Impreza WRX STI | GBR 8 | USA1 6 | CAN 5  | USA2 7 |       |       | 5.       | 66   |
| 2019 | Subaru Rally Team USA | Subaru Impreza WRX STI | MO1 6 | GTW1 1 | GTW2 4 | CAN 4  | COT 5 | MO2 1 | 2.       | 131  |